# 権藤晋
権藤 晋（ごんどう すすむ、本名：高野 慎三、1940年 - ）は、日本の編集者、出版社経営者、随筆家、漫画評論家、映画評論家、文具店経営者。本名でも、著作活動を行っている。特につげ義春にこだわり、つげ作品の多くを世に出すべく奔走したことでも知られる。出版社 北冬書房を主催。貸本漫画史研究会会員。つげの『ねじ式』の原稿の「××クラゲ」を「メメクラゲ」と誤植し、のちにつげが「その方がいいね」といったことから、「メメクラゲ」のまま出版が続けられ流行語となるなど誤植の歴史に名を残したことでも知られる。

## 略歴
- 1940年 東京市渋谷区（『つげ義春漫画術』著者略歴では東京都目黒区となっている）に寿司屋の三男として生まれる。
- 1963年 明治大学政治経済学部卒業。大学では橋川文三に師事。書評紙『日本読書新聞』に入社。
- 1966年 9月、青林堂に入社。特に青林堂への入社を希望したのは、つげ義春とゆっくり話がしてみたいと思ったからである（著書『つげ義春1968』より）。月刊漫画『ガロ』の編集に携り、つげ義春、つげ忠男、林静一、佐々木マキ、滝田ゆうなど個性的な漫画家が活躍する同誌の黄金時代を演出する。また、5年間にわたり多くの新人発掘に奔走する。
- 1967年 読書新聞の同僚だった菊池浅次郎（山根貞男）、石子順造、梶井純らとともに漫画研究のための雑誌『漫画主義』を創刊。発刊の動機は、『沼』、『チーコ』、『初茸がり』という衝撃的な作品を世に出しながら、漫画界の評判が芳しくなかったことから、その後『古本と少女』や『手錠』の旧作を描きかえる程度で、新作を発表しなくなるつげに対する惧れからであった[5]。

- 68年の暮か69年の初め、永島慎二に呼び出され、「ガロ」の編集方針を厳しく批判される。「ねじ式」以降のつげ作品、林静一作品、佐々木マキ作品、それらの影響のもとにある新人の作品群は漫画の歴史を否定するものであり、「ガロ」にふさわしくない、(社長の)長井さんも同じ考えだと指弾された。桜井昌一からもしばしば「漫画に思想や表現を期待してはいけません。ただの娯楽なんですからね。」と諭されるが、実質的オーナーであった白土三平の「冒険主義」への支持を背景に編集方針を貫徹する。これらの批判の背景には貸本マンガ時代を背負ってきた長井の不満があった。高野は自分の名前が大きくなり過ぎることへの長井の不満に配慮し、マスコミの取材は全て断り、評論も別名を使っていた。[6]。
- 1969年、青林堂で出せない書籍の出版のため、幻燈社を設立し『つげ義春初期短編集』や『紅犯花』(林静一)、『遊侠一匹　加藤泰の世界』(山根貞男編)などを出版する[7]。
- 70年代のはじめから、高野不在の酒の席で「ガロ」の編集会議が開かれるようになり、1971年 12月 青林堂を退職[8]。
- 1972年 北冬書房を設立し、漫画・評論誌『夜行（やぎょう）』、映画評論誌『加藤泰研究』『日本映画研究』を「刊行し、ユニークな出版活動を続ける。
- 1978年 『漫画主義』を『夜行』に吸収する[9]。
- 1995年 『夜行』20号刊行。以降は刊行されていない。
- 1998年 『夜行』のコンセプトを継承する雑誌『幻燈』を創刊。現在も刊行は続いている。
- 1999年  三宅秀典、ちだ・きよし、梶井純、吉備能人、三宅政吉らと「貸本マンガ史研究会」を結成。
- 2021年5月5日、YouTube（谷口マルタ正明 clublunatica）の対談企画に登場[10]。

（）

## 人物
元々は白土三平のファンで、その後、水木しげるのファンとなりさらにつげ義春のファンとなった。1961年頃に白土の『忍者武芸帖』を読み、その後貸本漫画で全作品を読んでいく。さらに青林堂で『忍法秘話』を新刊で毎月購読。『ガロ』が創刊されるとそれも買って読んだ。『ガロ』で水木を知るとそのユーモアを面白く感じ、水木のファンとなる。そのうちに『ガロ』に掲載されたつげの"尋ね人"を見る。つげの作品に関しては以前より『忍者秘帖』『西瓜酒』『不思議な絵』などは読み面白いとは感じていたが、まだファンというほどではなかった。しかし、その後の『沼』『チーコ』『初茸がり』に衝撃を受ける。しかし、その後作品がぷっつり途絶えたことで、青林堂に赴き、つげの動向を尋ねたりする。白土や水木にはすでに面識があったがつげとはなく、つげに会うために青林堂入りを決意。

### つげ義春との関わり
特につげ義春の最大の理解者として知られ、公私ともに強いシンパシーを抱いており、つげに多くの発表の場を与えた。
1962～1963年頃、大学生の知り合いに「白土三平より残酷な漫画を書く人がいる」と教えられてつげの『忍者秘帳』を読むが、白土の亜流としか映らずマイナスイメージを覚えていたもののその後発表された『沼』、『チーコ』、『初茸がり』の3作に、つげの心象風景が見事に投影されていることに大きな衝撃を受ける。ガロの読者として当初は白土三平を中心に読んでいたが、つげ義春が同誌に4-5本描いた。ところがその後描かなくなったために、このまま消えてはまずい！と感じ青林堂に入社し、直接つげに描いてもらおうと考え、入社。その際、長井に対し「もし入れてくれないんなら、青林堂に火を付けますよ」と発言。すると2週間後くらいに長井から当時勤めていた「日本読書新聞」に電話があり、「あさってから来てよ」との言葉に即日退職を決意。つげ義春とは、日本読書新聞時代に水木しげるに関与していた関係で、一度だけ紹介されていたが、その際、つげはほとんどしゃべらなかった。ガロ入社時にはつげは水木プロにアシスタントとして『墓場の鬼太郎』などを描いており、自作を発表する意欲を失っていたのを、権藤が半年かけて口説き落とした。水木しげるの原稿を取りに行くのは月に2回だけだったが、そのわずかの機会を利用してのことだった。
つげは当時、5時～6時頃まで水木プロで仕事をしていたが、ある日、水木が気を利かせて「つげさん、もういいですよ」と早めに切り上げさせた。その日、権藤は徒歩2-3分のつげのアパートでよもやま話をする機会を得た。その際の話題は、漫画の話題は出さず、主につげの関心の高かった旅と民俗学関係の話題が主だった。その後、半年後につげは『通夜』を発表。それを契機にほぼ毎号、ガロに新作を発表することになる。つげは水木の作品を描くことで、水木の描き方を習得し、水木はつげとの会話などからストーリー造りのヒントを得ていたと権藤は見ている。水木プロ在籍時には、つげはしばしば突然姿を消したが、その際には水木から権藤に電話で問い合わせがあったという。権藤によれば水木はつげが大好きで、常に一緒にいたがったという。つげが退職を願い出た際には、権藤に引き留めてもらうよう懇願した。この際の蒸発は10数日間で帰ってきた。この際の出来事は『蒸発旅日記』に詳しい。

### メメクラゲと誤植
『ガロ』編集者当時につげの『ねじ式』の原稿の「××クラゲ」を「メメクラゲ」と誤植し、修正を出しましょうと権藤が言ったが、つげが「いや、メメクラゲの方が面白いよね」といったことから、その後も「メメクラゲ」のまま出版が続けられ流行語となるなど誤植の歴史に名を残した。つげは、「メメクラゲ」に限らず、他の誤植に関してもおおらかであったという。

### 長井との間に亀裂
『ガロ』編集者時代には実質的に編集を任され、社長の長井と二人で多くの新人を発掘した。特に『ガロ』に発表された“既成のマンガのワクを乗り越え、新しいマンガの創造を”と謳った「白土テーゼ」を信奉し、つげ義春以降のマンガ表現に大いなる関心を寄せた（『つげ義春1968』高野慎三）。しかし、「カムイ伝」の第1部が終了する頃から『ガロ』は、徐々に変化を見せはじめる。つげ義春が休筆してすでに1年。間近に迫った“苦難の時代”につげ忠男を柱に、林静一、佐々木マキ、鈴木翁二、大山学らを配し、さらに新人であった仲佳子、棚瀬哲夫、花輪和一などを加えた陣型で乗り切ろうと考えていた。長井は、そのころ、強い不安感や危機感を感じ、他の雑誌で活躍していた作家に助けを求めた。そして、採算無視で、より『ガロ』的＝求心的であろうとした権藤の姿勢に長井との間に亀裂が入り始めた。 権藤が青林堂を退職するひと月ほど前には、長井は権藤に「お互い足をひっぱるのはよくないからね」と言った。

### 北冬書房
その後、1971年暮れに青林堂を退社すると同時に、文具店を営むかたわら北冬書房を興し、『ガロ』の草創期に、“既成のマンガのワクを脱し、新しい創造を！”と謳った白土三平の精神を基本の理念に立ち返り、新たなマンガ誌を計画、1972年に『夜行』を創刊。『ガロ』の定価の三倍であったにもかかわらず大手取次の扱いを受けずに、3000部を売り切った。つげ義春をはじめ、つげ忠男、林静一、秋山清、加藤泰、鈴木清順などの著書を刊行。漫画、映画に関する文章を発表し続け、『漫画主義』、『日本映画研究』などを刊行する。その後のある日、石子順造と会った際に、長井と懇意にしていた石子から、「長井さんが『夜行』を見て、もっても1年だろうね、といってたよ」と言われた。権藤自身2-3年が限界かと考えていた。が、『夜行』は、その後、年間2冊の刊行が、やがて年1冊となりながらも、1995年までに20余年で20冊を発刊し続けた。
一方、10代の頃より宿場、古寺巡りを始め、単行本『宿場行』、『郷愁 nostalgia』、『旧街道』、『街道案内』などに結実した。
また、1970年には藤田治水らの『思想の科学』グループを鋭く批判した論文「マンガ文化の風化と奈落」（ 『現代の眼』1970年2月号掲載）で衆目を集め、その後多くの場で漫画評論を展開、発表するようになる。
1980年代には、つげ義春に作品を発表させるための雑誌『COMICばく』（1984年発刊）に本名の高野慎三でエッセイを発表し、その中で『COMICばく』編集長を務めた夜久弘との間でつげ作品をはじめ、劇画の評価をめぐって激しい論争があったことを明らかにしている。権藤はつげ作品には時代を超えた絶対的価値があるとの考えを持っているのに対し、夜久はその絶対的評価の内容を明らかにしないと、独断と偏見を押し付けているとしか見られない。いろいろな作家がいて、いろいろな作品がある、いろいろな読者がいる、つげ作品ばかりを評価せずにそれぞれの良さを評価すべきだ、と反論した。これに対し、権藤はつげ作品ほど人間感情の奥行きを大切に取り込んだものはなく、驚き、喜び、哀しみ、嘆き、失意、といった人間のもつ様々な感情を的確に表現しており、それを言葉だけに依拠することなくペンタッチとコマ割りという劇画独自の表現性を包摂することで可能となるが、そういうつげ作品が好きなのではなく、劇画表現はこうあるべきと反論した。
1999年からは、貸本マンガ史研究会同人として『貸本マンガ史研究』に毎号のように論考を発表し続けている。

### 映画出演
竹中直人監督の映画『無能の人』（1991年）をはじめ、石井輝男監督の映画『つげ義春ワールド ゲンセンカン主人』（1993年）、『無頼平野』（1995年）『ねじ式』（1998年）に出演しており、その姿を垣間見ることができる。

## 著書

### 単著
- 「ねじ式夜話　つげ義春とその周辺」（喇嘛舎, 1992年）
- 「『ガロ』を築いた人々」（ほるぷ出版, 1993年）
- 「街道案内1」（風景とくらし叢書：北冬書房, 1996年）
- 「つげ義春幻想紀行」（立風書房, 1998年） 
  - 改訂版・高野慎三『つげ義春を旅する』（筑摩書房・ちくま文庫, 2001年）

※以下は高野慎三表記
- 「宿場行」（風景とくらし叢書：北冬書房, 1988年）
- 「旧街道」（風景とくらし叢書：北冬書房, 1990年）
- 「郷愁 nostalgia」（北冬書房, 2005年）- 各・写真文集
- 「つげ義春1968」（ちくま文庫, 2002年）
- 「貸本マンガと戦後の風景」（論創社, 2016年）
  - 新版「貸本屋とマンガの棚」（ちくま文庫, 2022年）
- 「東京儚夢 銅板建築を訪ねて」（論創社, 2018年）
- 「神保町「ガロ編集室」界隈」 (ちくま文庫, 2021年）

### 共著
- 「現代漫画論集」（青林堂、1969年）、石子順造、梶井純、菊池浅次郎（山根貞男）共著
- 「劇画の思想」（太平出版社、1973年）、石子順造、菊池浅次郎（山根貞男）共著
- 「三流劇画の世界　別冊新評」新評社、1979年

相田洋、亀和田武、梶井純、米沢嘉博、村上知彦、高取英、橋本治、小谷哲ほか
- 「加藤泰の映画世界」（同・刊行会編、北冬書房、1986年）
- 「つげ忠男読本」（つげ忠男、つげ義春、石子順三他、北冬書房、1988年）
- 「西河克己 映画修業」（ワイズ出版、1993年）- 聞き手・構成
- 「つげ義春漫画術」（上・下、ワイズ出版、1993年） - 聞き手・構成、全作品に言及
- 「つげ忠男の世界」（共著 つげ義春研究会、1994年）
- 「貸本マンガRETURNS」（共著 貸本マンガ史研究会、ポプラ社、2006年）

## 映画

### 企画
- 「リアリズムの宿」（山下敦弘監督、2003年）